# Doença granulomatosa crónica
A doença granulomatosa crónica é um grupo diverso de doenças genéticas, nas quais certas células do sistema imunitário têm dificuldades em formar compostos reactivos de oxigénio usados para matar certos agentes patogénicos.
Isto leva à formação de granulomas em muitos órgãos. A doenças afecta 1 em cada 200 mil pessoas no Estados Unidos, com 20 novos casos diagnosticados cada ano.
Esta condição foi primeiramente descoberta em 1954. O mecanismo celular subjacente que causa a doença foi descoberto em 1967, e pesquisas desde então elucidaram mais sobre os mecanismos moleculares.
Produção defeituosa de espécies reativas de oxigênio pelos fagócitos. Infecções intracelulares bacterianas e fúngicas recorrentes. O mecanismo de Defeito são mutações nos genes do complexo de oxidase dos fagócitos. 

## Sintomas
Infecções recorrentes em ordem decrescente de frequência:
- pneumonia
- abscessos na pele, tecidos e órgãos
- Artrite séptica
- Osteomielite
- Bacteremia/Fungemia
- Infecções superficiais da pele como a celulite e o impetigo.